# قائمة جسور السودان

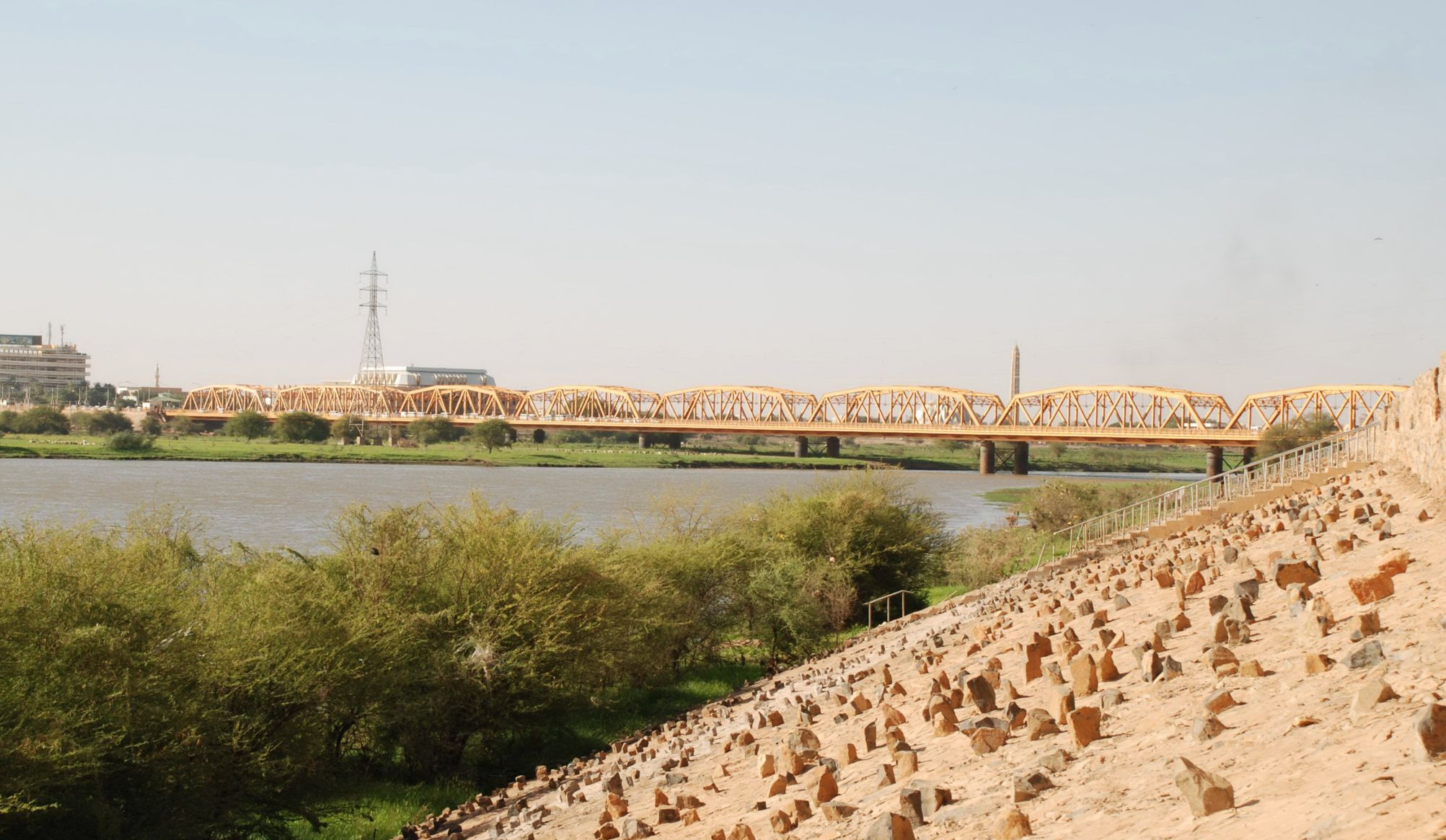
جسر أم درمان

الجسر أو القنطرة (ج القناطر) هو مُنشأ يُستخدم للعبور من مكان إلى آخر بينهما عائق.

## قائمة الجسور السودان
تحتوي هذه القائمة على أسماء الجسور في السودان.
- جسر أم درمان
- جسر المنشية
- جسر النيل الأزرق
- جسر النيل الأبيض
- جسر كوبر
- كبري المك نمر
- جسر توتي
- جسر الحلفايا
- جسر شمبات[3]
- جسر سد جبل أولياء.[4]